# عمقا (فلسطين)
عمقا هي قرية عربية فلسطينية تقع في قضاء عكا، هُجِّر أهلها عام 1948 من قِبل اليهود.
في 20 أغسطس 1948 قدم الصندوق القومي اليهودي خطة بموجبها قرية عمقا (ومعها 31 قرية أخرى)
مواقع استيطان يهودي جديد وقد أنشأ الصندوق مستعمرة عمقا في سنة 1949 على أراضٍ تابعة للقرية، إلى الشمال من موقعها مباشرة.

## الجغرافيا
كانت القرية تنهض على إرتفاع 100م على تل صخري حيث تلتقي سفوح الجليل الأسفل الغربي سهل عكا. يحيط بها قرية الغابسية من الشمال والغرب، كويكات من الغرب والجنوب الغربي، أبو سنان من الجنوب والشرق وخربة جدين من الشمال الغربي. وكانت طريق فرعية تربطها بالطريق العام الساحلي الذي يؤدي إلى عكا التي تبعد 11 كم. وبربطها طريق أخرى (بالإضافة إلى طرق ترابية) بقرى مجاورة ولعل اسمها تحريف لكلمة عيمك العبرية، ومعناها الوادي وخلال الفترة الرومانية كانت القرية التي تحتل الموقع ذاته تسمى كفار عمقا ثم أصبحت تعرف باسم عمكا في الفترة الصليبية. أما مكانة الموقع من الناحية الأثرية خلال الفترة الإسلامية المبكرة فلا تزال غير محددة. وفي سنة 1596 كانت عمقا قرية تابعة لناحية عكا (لواء صفد) ويسكنها 215 نسمة. وكانت تدع الضرائب على عدد من الغلال كالقمح والشعير والزيتون والقطن والفاكهة بالإضافة إلى عناصر أخرى من الإنتاج كالماعز وخلايا النحل وكتب الرحالة العربي مصطفى البكري الصديقي الذي زار المنطقة بعد زيارته قلعة عتليت (الرحالة) مذكورة في الخالدي. في أواخر القرن التاسع عشر كانت عمقا تقع في رقعة أرض قليلة الارتفاع في الوادي تحيط بها أشجار الزيتون والتين والأراضي المزروعة وكانت مبنية بالحجارة وفيها 300 نسمة تقريباً وكان سكانها من المسلمين ولهم فيها مسجد وبنت الدولة العثمانية مدرسة في عمقا سنة 1887.
في 1944\ 1945، كان ما مجموعه 3348 دونماً مخصصاً للحبوب و1648 دونماً مروياً أو مستخدماً للبساتين وكان في عمقا موقع أثري فيه بقايا أبنية وخزانات للمياه وقبور وكان في جوارها أيضاً ثلاث خرب فيها أسس أبنية وحجارة مصقولة للبناء ومعاصر وصهريج للمياه.

## التاريخ

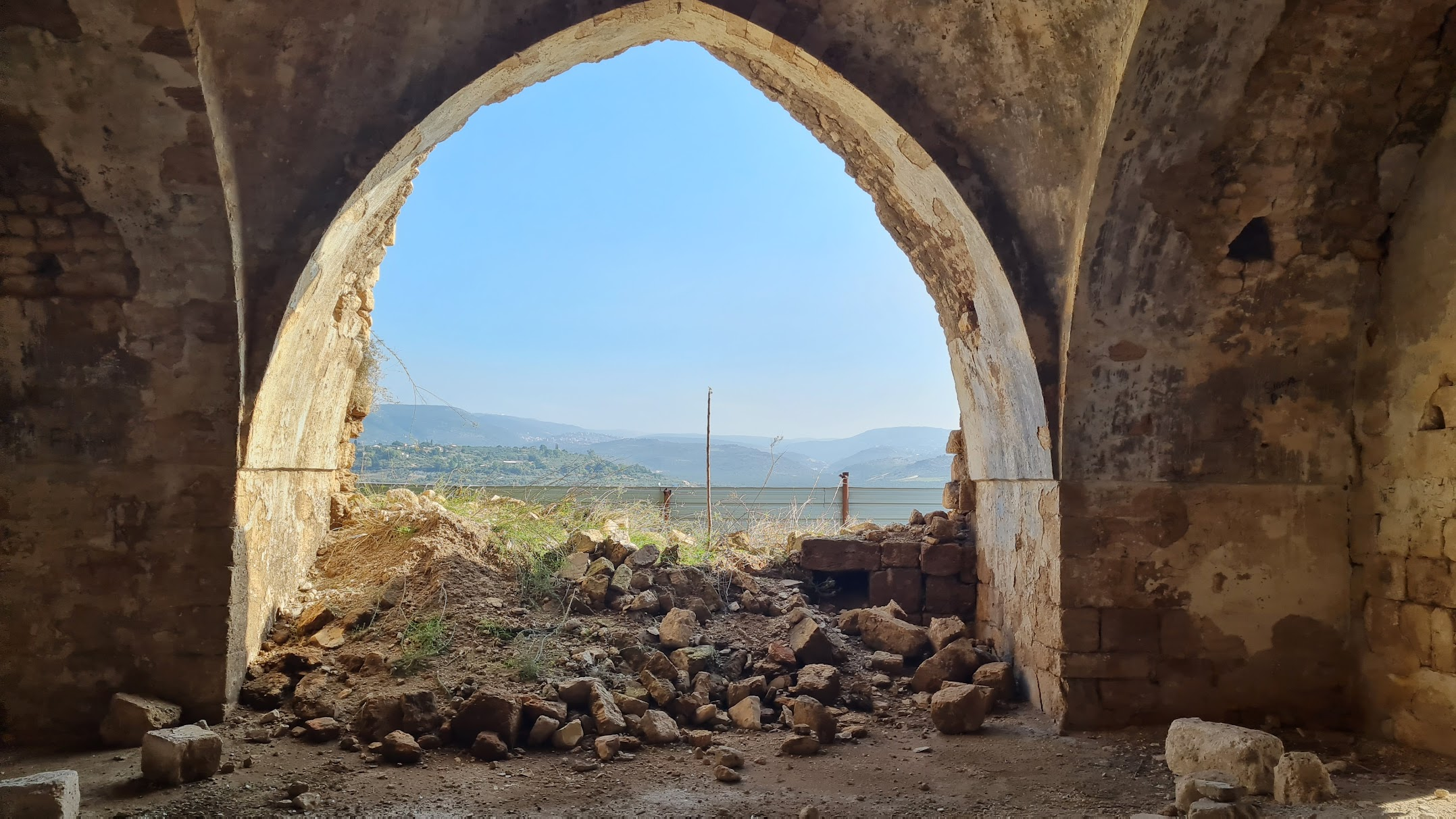
من داخل مسجد عمقا باتجاه الشرق

على الرغم من أن الهاغاناه بدأت الهجوم على القرى الفلسطينية الساحلية منذ كانون الأول\ ديسمبر 1947، فإن القتال لم يصل إلى عمقا فوراً وبدأ سكان القرى المجاورة لعمقا اللجوء إليها في أيار \ مايو 1948 لكن القرية ذاتها لم تهاجم إلا في 10-11- تموز \ يوليو خلال العملية المرحلة الأولى من عملية ديكل وفي سياق هذه العملية تم احتلال معظم الجليل الأسفل بما في ذلك الناصرة وقد بدأت عملية ديكل ليل 9 تموز \ يوليو، وذلك مباشرة بعد أن دخل أول وقف لإطلاق النار في الحرب حيز التنفيذ وكانت الخطوة الأولى من هذه العملية تهدف إلى الاستيلاء على سلسلة من القرى تقع وتمتد عل محور شمالي ؟ جنوبي في تلال الجليل الغربي وتمتد من الكابري في الشمال والبروة في الوسط شفاعمرو في الجنوب. وقد استمدت الوحدات المهاجمة من اللواء شيفع (السابع) ومن الكتيبة الأولى في لواء كرملي. وأدت هذه المرحلة المبكرة من عملية ديكل إلى توسيع رقعة الأراضي الساحلية التي سيطرت القوات الصهيونية عليها في منطقة عكا.
جاءت الخطوة الثانية التي شنت في الأيام العشرة ما بين هدنتي الحرب لتعزز السيطرة الصهيونية على الجليل الغربي إذا تم الاستيلاء على مناطق واسعة من الجليل الأسفل وتوجه بعض وحدات اللواء شيفع (السابع) غرباً للسيطرة على عدد من قرى الجليل الغربي. وكان بينها الدامون (وهي أيضاً في منطقة عكا) التي سقطت في 15- 16 تموز \ يوليو 1948. وفي الوقت ذاته توجهت كتيبة مدرعة من اللواء شيفع السابع وكتيبتا مشاة من لواء كرملي نحو الجنوب الشرقي من شفا عمرو لاحتلال صفورية (في منطقة الناصرة) وقد استمرت هذه الكتائب في التقدم نحو الجنوب الشرقي فهاجمت الناصرة حيث التقت قوات من المشاة من لواء جولاني. أما قريتا معلول والمجيدل (وكلتاهما في منطقة الناصرة)، فقد احتلتها وحدة خاصة من لواء غولاني وذلك استناداً إلى (كتاب تاريخ حرب الاستقلال). وتم هذا في 14 أو 15 تموز \ يوليو 1948، بينما كان الجيش الإسرائيلي يطبق على الناصرة وكانت المجيدل إحدى قرى الجليل الأسفل التي هجر سكانها بالكامل ودمرت تدميراً تاماً.
عند انتهاء عملية ديكل القوات الإسرائيلية لاستغلال نجاحاتها العسكرية في الجليل الأسفل قبل أن يدخل الوقف الثاني لإطلاق النار حيز التنفيذ وقد نجحت في الوصول إلى عدد من القرى الواقعة شمالي منطقة العمليات وشرفيها. تم الاستيلاء على عمقا في المرحلة الأولى من عملية ديكل إذا تقدمت الوحدات الإسرائيلية شرقاً بعد انتهاء الوقف الأول لإطلاق النار، وقصفت القرية بالمدفعية. وكانت هذه الوحدات مستمدة من اللواء شيفع (السابع) ومن الكتيبة الأولى في لواء كرملي. وكانت عمقا من أوائل القرى التي تم احتلالها في المنطقة. ويقول المؤرخ الإسرائيلي بني موريس إنها كانت القرية الدرزية الوحيدة في الجليل الغربي التي قصفت وهجر سكانها. والأرجح أن يكون السكان غادروا في معظمهم القرية في إبان القصف المدفعي، لكن يبدوا أن بعضهم بقي في المكان. ويعزو المؤرخ الفلسطيني نافذ نزال إلى شهود عيان قولهم إن قصف عمقا استمر حتى الوقف الثاني لإطلاق النار وإن امرأة أصيبت بجروح في القرية في وقت متأخر هو 31 تموز \ يوليو.

## جامع القرية
يقع جامع عمقا داخل كرم زيتون حديث ويبدو أنهُ بُني في بداية القرن التاسع عشر - كما هو الحال بالنسبة لجامع الغابسية وجوامع أُخرى في عكا يبلغ اتساعه 11*11 قدم، ولهُ قُبة ترتكز على أكتاف ذات دعائم ضخمة في زواياه الأربع وليس للجامع مئذنة. للجامع محراب في جهة القبلة وتشتمل الواجهة الغربية على شباكين أما الواجهة الشرقية فقد انهارت. أمام الجامع من جهة الشمال يقوم رواق يرتكز على أربع دعائم بما في ذلك دعائم الزوايا وتضم الواجهة القبلية للرواق محراباً.

## السكان
بلغ عدد سكان عمقا 1,240 نسمة عام 1945/44. هُجر السكان إبان النكبة، ومعظمهم في مخيمات في لبنان: مخيم شاتيلا، وعين الحلوة
وبرج البراجنة، ونهر البارد، ومخيمات في سورية : مخيم حمص، ومخيم حماة وفي الداخل الفلسطيني.

## القرية اليوم
تغطي الأعشاب والحشائش البرية الموقع ولم يبق في القرية قائماً سوى المدرسة والمسجد المسجد مبني بالحجارة وتعلوه قبة وواجهته الشمالية محددة بثلاثة مداخل كبيرة تعلوها قناطر دقيقة الزاوية والحيطان متفسخة في أماكن عدة، وقد سقط بعض الحجارة منها. وينتصب المسجد مهجوراً بين الأعشاب والحشائش البرية وحطام المنازل المدمرة أما المدرسة فلها سقف متدرج وقد تم وصلها بأجنحة جديدة أضافها الإسرائيليون الذين يستعملون هذا المجمع مستودعاً. وأما الأراضي التي تجاورها فتستعمل مرعى للمواشي.